# 李文 (景泰進士)
李文（1429年—？），字載道，直隸永平府遷安縣人，民籍，明朝政治人物。進士出身。

## 生平
順天府鄉試第四十三名。景泰五年（1454年）甲戌科會試第四十九名，殿試登進士第三甲第一百九十名。

## 家族
曾祖李大寬。祖父李謙。父亲李原友。